# Бог в славянской народной культуре
Бог в славянской народной культуре христианского периода представлен как верховная сущность, имеющая определённый облик и часто дуалистически противопоставленная дьяволу. Бог в народных представлениях отличается от канонического христианского образа Бога. Пребывая на земле, может принимать облик странника, нищего.

## Этимология
Общеславянское слово, восходит к праслав. *bogъ. Славянские языки не обнаруживают достоверных следов индоевропейского наименования бога, верховного божества (*dyḗus) и с древнейших времён используют для этой цели особое слово *bogъ, с одной стороны, близкое по форме и инновационному значению др.-перс. bаga- (ср. авест. bаga, 'господь', 'бог', др.-инд. Бхага и др.; в первоначальном значении — удача, доля, счастье), а с другой стороны, так же тесно связано с древней производной лексикой, обнаруживающей исходное значение 'богатство' — *bogatъ, *ubogъ, а через её посредство — с индоевропейского лексикой, имеющей значение 'доля', 'делить', 'получать долю', 'наделять'. По причине этой сложности различных связей предлагается две версии — исконного происхождения и заимствования из иранских языков. В частности, лингвист Макс Фасмер не считал гипотезу о заимствовании убедительной.
Согласно В. В. Иванову и В. Н. Топорову, богом в славянской мифологии называлось божество и доля, счастье, которое божество может дать человеку (слово родственно названию богатства и др.); противопоставлялся небогу, обездоленному. Бог выступал в качестве второй части многих славянских имён богов: Белобог, Чернобог, Дажьбог, Стрибог. Н. И. Толстой также писал, что первоначально слово бог было связано с представлениями о благе, богатстве, о персонаже, который наделяет благом, богатством.

## Образ
В славянской книжной культуре в рамках христианского учения Бог представляет собой верховную сущность, наделённую высшим разумом. Он совершенен и обладает всемогуществом, выступает Творцом неба и земли, Промыслителем Вселенной, началом всех начал. Бог вечен и бесплотен.
В народной культуре Бог, как правило, мыслился во плоти, как старец с бородой, который живёт на небесах (вариант — в большом небесном дворце, на троне). Он часто пребывает на земле, где выглядит как странник, нищий и т. п. Он ходит один или сопровождается святыми. Как и другая сверхъестественная сила, Он может менять обличье и способен исчезнуть.
Богу подчиняются ангелы. Со святыми Он противостоит существам сатанинского рода, включающего бесов, чертей и нечистую силу в целом. Бог ведёт борьбу с бесами в человеческих делах, используя удар грома и другие способы.
Славянские народные песни и легенды включают мотивы и сюжеты, согласно которым Бог может предохранять от беды, предотвращать грехи, например, кровосмешение, излечивать больных, калек, немых, спасать утопленников, мучеников, защищать от огня, творить чудеса, распределять роли между святыми, давать богатство (золотом, серебром), женить Солнце, давать Месяцу «меняться», а Солнцу сиять от его «сна до запа́да», Бог может принимать облик старца, пастуха, золотого дерева и др. Эти мотивы являются наиболее характерными для южнославянской культуры. У южных славян, в особенности у болгар, в колядках часто встречаются мотивы рождения молодого Бога.
Духовные стихи передают представления о Боге, близкие к книжной среде. Согласно южнославянскому фольклору Бог часто может ходить по земле и творить чудеса вместе со святым Иоанном или святым Петром, у восточных славян — со святым Николаем и святым Петром. Восточные славяне считали святого Николу «заместителем» Бога.
Бог противопоставляется человеку. После смерти последнего его душа отдаётся Богу (рус. «Богу душу отдать»). Бог живёт на небе, тогда как люди обитают на земле, поэтому оппозиция «небесный — земной» может быть равнозначна оппозиции «божеский — человеческий» и «верхний — нижний».
Бог часто назывался при произнесении клятв и проклятий (божба). *bogъ в ряде случаев давало табуированные производные путём замены конечного согласного: bog > bor и др., или слова целиком. Так, в серб. Бора ми! (вместо Бога ми!), Бор ме! (вместо Бог ме! — аналог рус. Ей-Богу!), «А тако ми Бора великого! Бор те убио!» и др.; пол. przysięgam boru (вместо przysięgam Bogu) — «клянусь».

## Дуалистические представления
Славянские народные верования включали большое число элементов дуалистической мифологии. Небо считалось сферой Бога, земля — дьявола. Правая сторона относилась к Богу, левая — к дьяволу. Согласно «Славянской хронике» немецкого священника и миссионера XII века Гельмольд из Босау, славяне, пируя, пускали по кругу жертвенную чашу, произнося заклинания от имени богов — доброго и злого. Они верили, что любое преуспеяние даётся добрым богом, а все несчастья — злым, которого они именовали дьяволом, или Чернобогом. Дуалистические представления отразились в богомильстве, к среде которого восходит большое число апокрифов и народных легенд. В ряде диалектов бог может быть именованием нечистой силы: серб.  банат. бог из воде — чёрт — часто употреблялось в ругательствах. Близки также значения: укр. богиня — злой дух, обменивающий младенцев; серб. бо́гиње — оспа; морав. bohyňa — ворожея; пол. boginka — богинка, женский демонологический персонаж.

## Космогонические мифы
Наиболее известный фольклорный космогонический сюжет содержится в русском духовном «Стихе о Голубиной книге».
Дуалистические версии сотворения мира и человека, известные у восточных и южных славян, восходят к архаическим космогоническим мифам о двух творцах — добром и злом, которые плавают в виде двух птиц (гоголей — чёрного и белого, уток и др.) в волнах первозданного океана.
Эти сюжеты развивались под влиянием апокрифической (предположительно, богомильской) книжности, прежде всего — «Сказания о Тивериадском море». В этом произведении Тивериадское озеро представлено в качестве первичного океана. Бог опускается на море и видит Сатанаила, который плавает по воде в облике гоголя. Последний называет себя богом, но истинного Бога признаёт «богом над богами». Бог велит ему нырнуть на дно, достать песку и кремень. Песок Бог рассыпает по морю, создавая землю, кремень разламливает, правую часть оставляет у себя, левую отдаёт Сатанаилу. Ударами посоха о кремень Бог творит ангелов и архангелов, а Сатанаил создаёт бесовское воинство. Наиболее архаичный вариант данного дуалистического сказания записан в Заонежье и представляет Саваофа в виде белого гоголя, а Сатану в виде чёрного.
В украинских колядках космогонический мотив имеет вырожденный характер. По сюжету два голубка спускаются на два дуба среди мирового океана и держат совет, как им «основать свет». Они достают со дна моря песок для суши и синий камень для неба.
Дуалистические космогонические сюжеты продолжаются в виде антропогонических легенд. Древнейшая запись такой легенды содержится в древнерусской «Повести временных лет» (под 1071). Волхвы рассказывают, как Бог мылся в бане, вспотел и отёрся «ветошкой», которую сбросил с небес на землю. Сатана поспорил с Богом, кто сотворит из неё человека. Сатана создал человеческое тело, а Бог вложил в него душу. Поэтому после смерти тело остаётся в земле, а душа уходит к Богу.
В позднейших восточнославянских и болгарских рассказах сюжет более приближен к ветхозаветному мифу. Бог творит человека из глины и уходит на небо за душой. В качестве сторожа он оставляет собаку, ещё не имеющую шкуры. Сатана предлагает собаке шубу или хлебом или усыпляет холодом. Он оплёвывает человека. Вернувшись, Бог выворачивает человека наизнанку, и тот из-за оплёванных внутренностей становится подверженным болезням. В других вариантах Дьявол истыкал человека пальцем или шилом, чтобы душа не могла в нём удержаться. В ответ Бог заткнул все эти отверстия травами, которые в результате стали лечебными, кроме одного отверстия, из которого в момент смерти выходит душа (болгарский вариант). Дьявол делает попытку создать человека, подобного тому, которого сотворил Бог, но у него получился волк, которого, в свою очередь оживляет Бог. Дьявол лепит из земли, смешанной со своей слюной, «статую» человека, но не может заставить её встать, и тогда Бог мажет рот статуи слюной и вдыхает в неё «дух» (приангар.). Неудачно завершается подражание дьявола в создании других предметов — вместо овса получаются сорняки, вместо коровы — коза и др. Согласно русским преданиям Сатана насадил яблоню — древо познания, осину, на которой повесился Иуда (предатель Христа), хмель и др., чтобы искушать человека.
Согласно некоторым русским легендам, Сатана желает иметь власть над людьми, поскольку они сотворены из земли, которое он добыл со дна океана. Он обретает власть над мертвыми людьми, которые вынуждены были пребывать в преисподней — аду до Страшного суда.
В болгарской и древнерусской книжной традиции распространён апокрифический сюжет, имеющий античные истоки, о сотворении Адама Богом из восьми частей — элементов мироздания. Тело Бог берёт от земли, кости — от камней, кровь — от моря, глаза — от солнца, мысли — от облака, «от света — свет», от ветра — дыхание, от огня — теплоту. Бог оставляет Адама на земле, чтобы взять ему «глаза от солнца», во время чего Сатана мажет Адама нечистотами. Бог убирает эту грязь, смешивает её со слезами Адама и создаёт собаку, которая должна стеречь человека, а сам отправляется за «дыханием» для Адама. Вновь приходит Сатана, собака не подпускает его близко, но тому удаётся истыкать человека палкой или оплевать его и др., впустив в него 70 недугов. Бог изгоняет Сатану и очищает человека, выворачивает наизнанку, от чего происходят внутренние болезни. Он отправляет ангела взять (букву) «аз» на востоке, «добро» на западе, «мыслете» на севере и на юге. Из этих букв он творит имя «Адам».
В одной из белорусских легенд мужчина и женщина первоначально были соединены, но Сатана оторвал последнюю, поэтому у Адама остался мужской член, а у Евы — влагалище. С того времени мужчины и женщины стремятся к воссоединению, от чего рождаются дети. Один из этиологических мотивов представляет собой происхождение человеческого кадыка, «адамова яблока», от запретного плода. Когда Ева съедает яблоко, у неё появляется вожделение к Сатане, а у Адама — к Еве. От соития с Сатаной женщина рождает Каина, от соития с Адамом — Авеля. В одном из вариантов от Сатаны Ева рождает человека с двенадцатью или семью головами, одна из которых — человеческая, а остальные — звериные. Сатана даёт Адаму обещание съесть лишние головы, если тот «отпишет» ему всё свое земное потомство. Каин становится прародителем грешных людей, которых Сатана научил, как построить Вавилонскую башню, а Бог смешал языки строителей, и те, забыв Бога, стали поклоняться идолам (русский вариант).
Некоторые апокрифы, например, болгарская и древнерусская «Легенда о крестном древе», описывают Адама в качестве великана. Царь Соломон попадает в «костяную пещеру». Эта «пешера» оказывается черепом Адама, который мог вместить 300 мужей. К мотиву перволюдей-великанов примыкает украинское предание о прародителях, столь сильных, что, наступая на камень, они оставляли на нём след (ср. камни-«следовики» с петроглифами в виде человеческой ступни). После грехопадения камни стали вдавливаться в ступни, поэтому у людей появилась впадина в ступне.
В фольклоре русских старообрядцев сюжет сотворения Адама из природных элементов получил следующую мотивировку. Поскольку тело Адама из земли, по смерти оно идёт в землю; кровь из морской воды, потому что всю жизнь человек ходит, как морская волна; глаза из солнца, поэтому они как солнце светят. Силу человека Бог творил «из ничего» для того, чтобы человек мог жить своими трудами.
Известны легенды о сотворении человека из глины, которые основаны на библейском мотиве о сотворении Адама Богом «из праха земного». В болгарской версии Бог создаёт людей, как гончар делает горшки. Пообедав, Бог понял, что работа продвигается медленно, он стал спешить и вылепил людей хромыми, больными, гордецами и упрямцами и др. Распространён мотив божественной слюны для размешивания глины. Эта слюна порождает мужскую силу (семя), а плевок Сатаны, пытавшегося оживить человеческое тело, наводит на него порчу — болезни (украинская и русская версии). В украинской легенде Бог взял оставшуюся у него горсть глины, чтобы приделать человеку половой член. Так возникло грешное тело, без чего человек оставался бы в раю. В ряде преданий наряду с глиной фигурирует тесто. Бог лепит человека из теста, но его съедает собака. Бог лепит пана или Еву из пшеничного теста, а мужика (крестьянина) — из глины, но собака съедает хлебного человека (украинская версия).
В некоторых легендах мотив сотворения первой женщины — Евы продолжает библейский миф. Ребро для её сотворения Бог взял «от самого сердца» Адама, чтобы жена любила мужа (русский вариант). Ребро у Адама вырывает собака, после чего Бог творит из него Еву и др. В других вариантах Бог создаёт Адама с хвостом, и, чтобы отделить человека от животных, отрезает хвост и творит из него женщину.
Распространён мотив, в котором до грехопадения первые людей имели «роговую» (как ногти) кожу. В русском варианте после грехопадения Адам смог упросить Бога оставить его потомкам часть «вечной» кожи на пальцах в напоминание о райском бессмертии. В болгарском варианте Адам и Ева первоначально были покрыты волосами.
В западноукраинской легенде после грехопадения первых людей Бог проклинает Еву, повелевая ей рожать в муках, а после смерти — нести яйца. Каждый день она несёт столько яиц, сколько людей умирает на земле. Бог разрезает эти яйца пополам и бросает на землю. Из одной половины яиц рождаются мальчики, из другой — девочки. Когда они вырастают, их женят. Если же половина яйца падает в море (вариант — оказывается съедена зверем и др.), человек остаётся на земле без пары.

## Реконструкция
Согласно В. В. Иванову и В. Н. Топорову, богом в славянской мифологии называлось божество и доля, счастье, которое божество может дать человеку (слово родственно названию богатства и др.); противопоставлялся небогу, обездоленному. Бог выступал в качестве второй части многих славянских имён богов: Белобог, Чернобог, Дажьбог, Стрибог.
Учёные пытаются идентифицировать славянских богов, которые могли быть замещены христианскими терминами Бог и Дьявол. Славянское слово Бог было использовано христианскими миссионерами как эквивалент латинского Deus и греческого Theos, так как оно соответствовало по значению понятию сверхъестественного существа. Однако в славянской религии бог присутствует только в составных названиях богов, например Дажьбог, Стрибог, Чернобог, или имён, например Божидар, Богумил, Богуслав и др., поэтому предполагается, что изначально Бог не был именем собственным для существа из мифов творения. При интерпретации образа Бога имеет значение текст Прокопия Кесарийского («Война с готами»), описывающий религию славян:
Они считают, что один только бог, творец молний, является владыкой над всеми, и ему приносят в жертву быков и совершают другие священные обряды. Судьбы они не знают и вообще не признают, что она по отношению к людям имеет какую-либо силу, и когда им вот-вот грозит смерть, охваченным ли болезнью, или на войне попавшим в опасное положение, то они дают обещание, если спасутся, тотчас же принести богу жертву за свою душу; избегнув смерти, они приносят в жертву то, что обещали, и думают, что спасение ими куплено ценой этой жертвы.
Казимир Мошинский, анализируя народный образ христианского Бога, указывает, что Бог сидит в небесах, посылает дожди в гневе, поражает молнией злых духов, повелевает хищными животными и судьбой. Эти особенности указывают на бога-громовержца, поэтому предполагается, что на Бога был заменён Перун. Образ Перуна происходит от образа праиндоевропейского бога грозы *perkʷunos’а. Его имя, вероятно, означает «ударяющий» (см. праслав. *pьrati — «бить, ударять»). Корень *perkʷ означает дуб (ср. лат. querqus — «дуб») — священное дерево, посвящённое Перуну. В древнерусских летописях говорится, что идол Перуна имел серебряную голову, то есть, возможно, этот бог представлялся седым, что отличает его от кельтского Тараниса, германского Тора и индийского Индры, богов войны, и сближает с римским Юпитером и греческим Зевсом, богами-правителями. Однако по мнению некоторых исследователей, например, Генриха Ловмянского, описание Бога скорее указывает на Сварога. Дьявола он интерпретирует как Велеса — бога подземного царства. В «Повести временных лет» русь, заключив договор с греками, клянутся Перуном и Волосом (возможно, речь о Велесе), из чего делается предположение, что Велес по силе был сопоставим с Перуном. В польском языке Перун был обесценен до слова молния (piorun), Велес в чешском — до названия дьявола (велес). В фольклоре южных славян Илия Пророк, христианизированный Перун, часто противопоставляется Николаю Чудотворцу, предположительно христианизированному Велесу. Для мифа творения также подходят Чернобог и реконструированный Белобог, которым поклонялись полабские славяне:
Есть у славян удивительное заблуждение. А именно: во время пиров и возлияний они пускают вкруговую жертвенную чашу, произнося при этом, не скажу благословения, а скорее заклинания от имени богов, а именно, доброго бога и злого, считая, что все преуспеяния добрым, а все несчастья злым богом направляются. Поэтому злого бога они на своем языке называют дьяволом, или Чернобогом, то есть чёрным богом.Гельмольд из Босау
Этот миф может происходить из древнего источника-субстрата, возможно доиндоевропейского, который славяне переняли и видоизменили. Миф мог сохраниться также под влиянием иранской антитетической пары Ахурамазды и Ангра-Майнью, которые оставили след в различных синкретических религиях.
Также в качестве объяснения мифа было предложено богомильское влияние. Последователи этой религии утверждали, что главной драмой творения был конфликт между двумя братьями: старшим Сатанаэлем (корень el добавляет Сатане божественное начало) и младшим Иисусом (Саваофом-Словом — Логосом-Христом). Сатанаэль создал мир и человека, а Бог для их спасения послал Слово в виде Иисуса. По мнению критиков этой теории, она имеет серьёзные недостатки: полного текста этого мифа нет ни в одном богомильском тексте, миф не замечен на территориях богомилов и на западе Европы, где катары повлияли на местный фольклор. При этом миф существовал на территориях Польши, Украины и Белоруссии, куда богомильская вера не дошла.